# 里德科杜比 (杜布諾區)
50°14′46″N 25°33′34″E / 50.24611°N 25.55944°E
里德科杜比（烏克蘭語：Рідкодуби），是烏克蘭的村落，位於該國西北部羅夫諾州，由杜布諾區負責管轄，面積0.002平方公里，海拔高度225米，2001年人口162，人口密度每平方公里81,000人。